# De Lellebel

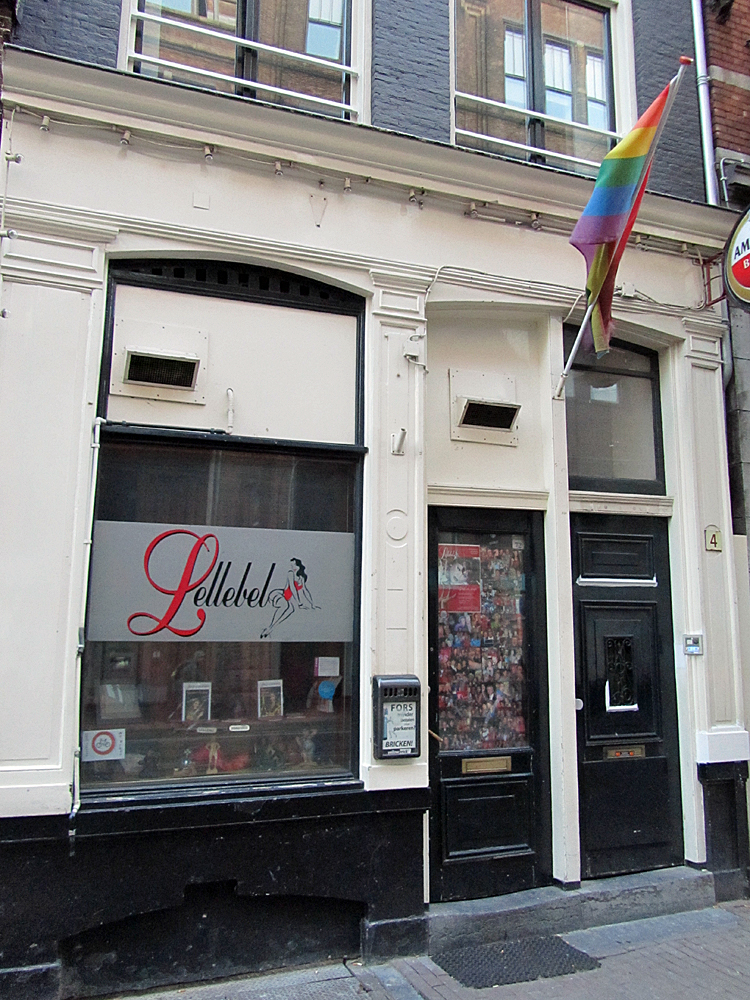
Café De Lellebel aan de Utrechtsestraat in Amsterdam

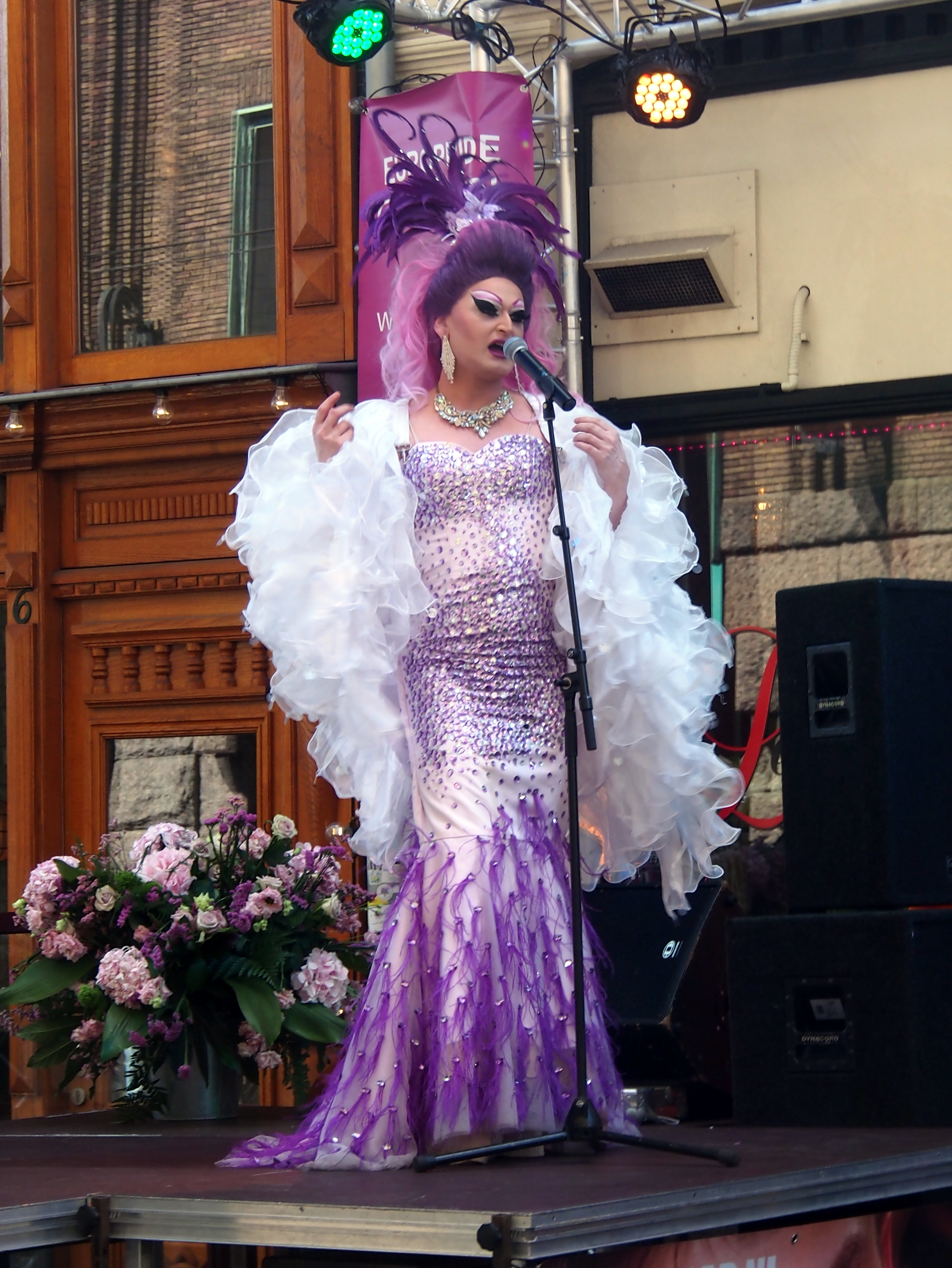
Travestie-optreden bij café De Lellebel tijdens de EuroPride 2016

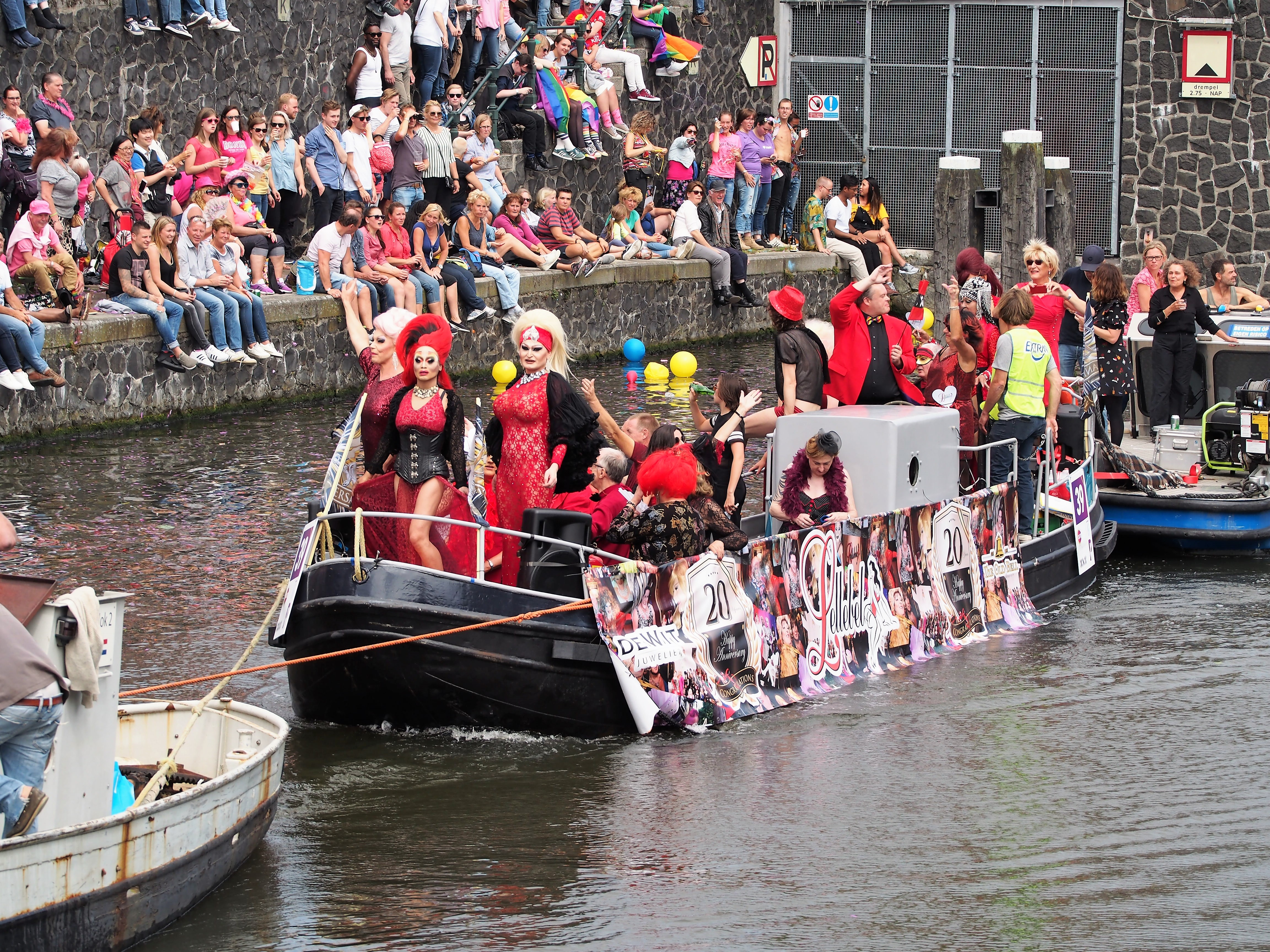
De boot van De Lellebel tijdens de Canal Parade van 2017

De Lellebel is een café in Amsterdam dat bekend staat om dragoptredens. Het werd geopend in 1997 en is gevestigd aan de Utrechtsestraat 4, pal om de hoek van het Rembrandtplein.

## Opening
Oprichter van De Lellebel is Hans Wijtenburg, die half jaren tachtig in Eindhoven een afdeling van De Kringen samen met Rob van der Sanden had opgericht en als lid van het duo Josephine en Daphne begonnen was met travestie-optredens. Nadat hij begin jaren negentig naar Amsterdam was verhuisd, trad hij op met het cabaretgroepje Les Sacres Soeurs en organiseerde hij in café De Biecht in de Kerkstraat "T&T-avonden" voor transseksuelen en travestieten.
Wijtenburg had aanvankelijk plannen voor een multiculturele bar in de Bijlmer, maar toen een klein cafépand aan de Utrechtsestraat beschikbaar bleek, maakte hij daar een multiculturele travestiebar van. Onder de naam De Lellebel werd de zaak op 22 november 1997 geopend door de destijds bekende dragqueen Nickie Nicole. Zelf ging Hans Wijtenburg achter de bar staan als Desirée dello Stiletto (alias Tante Dees), de artiestennaam waaronder hij al geruime tijd als travestiet optrad.

## Karakter
Na de opening werd interieur aanvankelijk aangekleed met onverkoopbare lingerie uit de handel van Wijtenburgs levenspartner. Later kreeg het café de huidige barokke uitstraling met spiegels, schilderijtjes, ruches en kleine kroonluchters. De Lellebel trekt een zeer uiteenlopend publiek van homomannen, lesbische vrouwen, transseksuelen, maar ook heteromannen die als vrouw gekleed gaan of alszodanig willen optreden. Hiervoor is er achter in de zaak een klein podium.
Met de travestie-optredens en de gastvrijheid jegens transgenders trekt De Lellebel bezoekers vanuit de hele wereld. Sinds 2015 zijn er ook speciale avonden die georganiseerd worden in samenwerking met Trans United, een organisatie speciaal voor transgenders met een biculturele achtergrond. Een jaarlijks hoogtepunt is de Amsterdam Gay Pride, wanneer er optredens op straat zijn en de zaak met een boot meevaart in de Canal Parade.

## Jubilea
In november 2007 werd het 10-jarig bestaan van de zaak gevierd met een galafeest in het schuin tegenovergelegen grand-café L'Opéra aan het Rembrandtplein. Oprichter en uitbater Hans Wijtenburg kreeg hierbij, uitgedost als zijn alter ego Desirée dello Stiletto, door wethouder Tjeerd Herrema de koninklijke onderscheiding Lid in de Orde van Oranje-Nassau opgespeld. In 2008 figureerde De Lellebel in een docusoapserie van het NCRV-televisieprogramma Man bijt hond.
Ter gelegenheid van het 20-jarig jubileum van De Lellebel werd in oktober 2017 een gelijknamige musical opgevoerd in het Polanentheater in Amsterdam en in de Purmaryn in Purmerend. Bij de premiere ontving Hans Wijtenburg de Andreaspenning van de stad Amsterdam, als blijk van waardering voor zijn bijdrage aan de emancipatie van LHBTI-gemeenschap in het algemeen en van transgenders in het bijzonder. De Lellebel was in 2017 ook een van de genomineerden voor de Jos Brink Oeuvreprijs.

## Heropening
Na De Lellebel 15 jaar lang gerund te hebben, liet Hans Wijtenburg in 2012 weten dat hij de zaak op termijn wilde overdragen aan een opvolger, liefst iemand die het als enige Nederlandse dragshowbar wilde voortzetten. Uiteindelijk verkocht Wijtenburg De Lellebel in juni 2020 aan Tori Anneke, een oorspronkelijk uit de Verenigde Staten afkomstige trans vrouw, die de zaak voortzette in samenwerking met twee compagnons die onder de artiestennamen Miss Rose Hill en Miss Tiffanie Deelight al langer in het café actief waren geweest.
Als gevolg van de overheidsmaatregelen ter beteugeling van de coronacrisis was De Lellebel sinds 15 maart 2020 gesloten, een periode die door de nieuwe uitbaters werd benut om de zaak grondig te moderniseren, waarbij onder meer de barokke inrichting met veel rood en goud plaatsmaakte voor een moderner interieur in paars- en lilatinten. Op 16 juni 2021 werd De Lellebel in deze vernieuwde vorm heropend.